# 박상근 (야구인)
박상근(1970년 7월 5일 ~ )은 대한민국의 전 야구 선수다.

## 출신 학교
- 강릉고등학교
- 동국대학교

## 등번호
- 17 (1993-1998)
- 25 (1998-2002)